# Olympische Sommerspiele 1936/Schwimmen – 200 m Brust (Frauen)
Der Schwimmwettkampf über 200 Meter Brust der Frauen bei den Olympischen Spielen 1936 in Berlin wurde vom 8. bis 11. August im Olympia-Schwimmstadion ausgetragen.
Die Japanerin Hideko Maehata, die in ihrem Vorlauf eine neue olympische Bestzeit aufstellte, wurde Olympiasiegerin. Die Deutsche Martha Genenger, die ebenfalls olympische Bestzeit im Vorlauf schwamm sicherte sich Silber. Bronze ging an Inge Sørensen aus Dänemark, die zu diesem Zeitpunkt 12 Jahre und 24 Tage alt war und somit die jüngste Medaillengewinnerin aller Zeiten bei Olympischen Spielen ist. Ihre Landsfrau Valborg Christensen hingegen, die vor dem Wettkampf als Favoritin auf den Olympiasieg gehandelt worden ist, schied als Fünfte ihres Halbfinal-Laufes aus.

## Rekorde
Vor Beginn der Olympischen Spiele waren folgende Rekorde gültig.
| Weltrekord         | Hideko Maehata | 3:00,4 min | Tokio, Japan                    | 30. September 1933 |
| Olympischer Rekord | Clare Dennis   | 3:06,3 min | Los Angeles, Vereinigte Staaten | 9. August 1932     |

Folgende neue Rekorde wurden aufgestellt:
| Olympischer Rekord | 3:01,9 min | Hideko Maehata  | Vorlauf 3 |
| Olympischer Rekord | 3:02,9 min | Martha Genenger | Vorlauf 2 |

## Ergebnisse

### Vorläufe
Die drei schnellsten Schwimmerinnen eines jeden Laufs sowie die zwei schnellsten Schwimmerinnen aller Läufe, die nicht unter den ersten drei waren (Hanni Hölzner und Dorothy Schiller) qualifizierten sich für das Halbfinale.

#### Vorlauf 1
| Rang | Athletin         | Nation             | Zeit       | Anm. |
| ---- | ---------------- | ------------------ | ---------- | ---- |
| 1    | Inge Sørensen    | Dänemark           | 3:06,7 min | Q    |
| 2    | Kerstin Isberg   | Schweden           | 3:08,7 min | Q    |
| 3    | Johanna Waalberg | Niederlande        | 3:10,4 min | Q    |
| 4    | Hanni Hölzner    | Deutsches Reich    | 3:11,0 min | q    |
| 5    | Dorothy Schiller | Vereinigte Staaten | 3:17,4 min | q    |
| 6    | Vera Kingston    | Großbritannien     | 3:21,7 min |      |
| 7    | Joan Langdon     | Kanada             | 3:24,3 min |      |

#### Vorlauf 2
| Rang | Athletin              | Nation             | Zeit       | Anm.  |
| ---- | --------------------- | ------------------ | ---------- | ----- |
| 1    | Martha Genenger       | Deutsches Reich    | 3:02,9 min | Q, OR |
| 2    | Jenny Kastein         | Niederlande        | 3:07,8 min | Q     |
| 3    | Unoko Tsuboi          | Japan              | 3:15,0 min | Q     |
| 4    | Anja Lappalainen      | Finnland           | 3:19,1 min |       |
| 5    | Ann Govednik          | Vereinigte Staaten | 3:25,3 min |       |
| DNS  | Elfriede Freudenreich | Österreich         |            |       |

#### Vorlauf 3
| Rang | Athletin            | Nation             | Zeit       | Anm.  |
| ---- | ------------------- | ------------------ | ---------- | ----- |
| 1    | Hideko Maehata      | Japan              | 3:01,9 min | Q, OR |
| 2    | Valborg Christensen | Dänemark           | 3:07,8 min | Q     |
| 3    | Margaret Gomm       | Großbritannien     | 3:15,7 min | Q     |
| 4    | Iris Cummings       | Vereinigte Staaten | 3:21,9 min |       |
| 5    | Eliška Boubelová    | Tschechoslowakei   | 3:25,8 min |       |
| 6    | Tenny Wyss          | Schweiz            | 3:31,3 min |       |

#### Vorlauf 4
| Rang | Athletin           | Nation          | Zeit       | Anm. |
| ---- | ------------------ | --------------- | ---------- | ---- |
| 1    | Trude Wollschläger | Deutsches Reich | 3:08,5 min | Q    |
| 2    | Doris Storey       | Großbritannien  | 3:10,8 min | Q    |
| 3    | Maria Lenk         | Brasilien       | 3:17,2 min | Q    |
| 4    | Edel Nielsen       | Dänemark        | 3:21,3 min |      |
| 5    | Johanna Stroomberg | Niederlande     | 3:22,5 min |      |
| DNS  | Josefine Steiner   | Österreich      |            |      |

### Halbfinale
Die drei schnellsten Schwimmerinnen eines jeden Laufs sowie die schnellste Viertplatzierte qualifizierten sich für das Finale.

#### Halbfinale 1
| Rang | Athletin           | Nation          | Zeit       | Anm. |
| ---- | ------------------ | --------------- | ---------- | ---- |
| 1    | Hideko Maehata     | Japan           | 3:03,1 min | Q    |
| 2    | Inge Sørensen      | Dänemark        | 3:06,0 min | Q    |
| 3    | Hanni Hölzner      | Deutsches Reich | 3:08,8 min | Q    |
| 4    | Johanna Waalberg   | Niederlande     | 3:09,7 min | Q    |
| 5    | Trude Wollschläger | Deutsches Reich | 3:10,3 min |      |
| 6    | Margaret Gomm      | Großbritannien  | 3:15,8 min |      |
| 7    | Maria Lenk         | Brasilien       | 3:17,7 min |      |

#### Halbfinale 2
| Rang | Athletin            | Nation             | Zeit       | Anm. |
| ---- | ------------------- | ------------------ | ---------- | ---- |
| 1    | Martha Genenger     | Deutsches Reich    | 3:02,8 min | Q    |
| 2    | Jenny Kastein       | Niederlande        | 3:09,2 min | Q    |
| 3    | Doris Storey        | Großbritannien     | 3:09,8 min | Q    |
| 4    | Kerstin Isberg      | Schweden           | 3:11,4 min |      |
| 5    | Valborg Christensen | Dänemark           | 3:14,1 min |      |
| 6    | Unoko Tsuboi        | Japan              | 3:18,4 min |      |
| 7    | Dorothy Schiller    | Vereinigte Staaten | 3:18,5 min |      |

### Finale
| Rang | Athletin         | Nation          | Zeit       | Anm. |
| ---- | ---------------- | --------------- | ---------- | ---- |
| 1    | Hideko Maehata   | Japan           | 3:03,6 min |      |
| 2    | Martha Genenger  | Deutsches Reich | 3:04,2 min |      |
| 3    | Inge Sørensen    | Dänemark        | 3:07,8 min |      |
| 4    | Hanni Hölzner    | Deutsches Reich | 3:09,5 min |      |
| 4    | Johanna Waalberg | Niederlande     | 3:09,5 min |      |
| 6    | Doris Storey     | Großbritannien  | 3:09,7 min |      |
| 7    | Jenny Kastein    | Niederlande     | 3:12,8 min |      |